# Cortez (Kolorado)
Cortez – miasto w Stanach Zjednoczonych, w stanie Kolorado, siedziba administracyjna hrabstwa Montezuma.